# Watervervuilingsramp in Harbin
Op 18 november 2005 werd in de miljoenenstad Harbin, in Mantsjoerije (China), de drinkwatervoorziening afgesloten. Nadat de autoriteiten aanvankelijk "geruchten" hadden ontkend dat dit gebeurde wegens chemische verontreiniging van het waterreservoir, moesten ze na enkele dagen erkennen dat dit inderdaad het geval was.

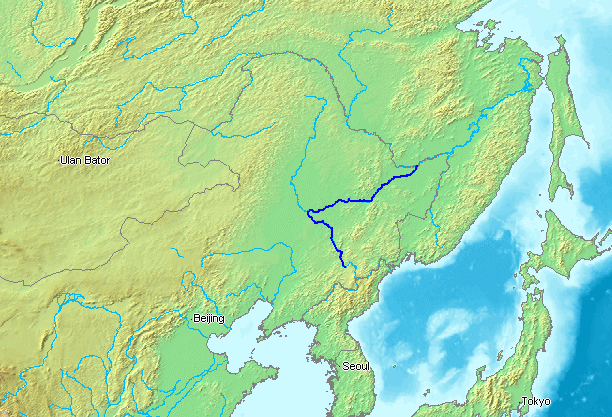
Loop van de Songhua

In een benzeenfabriek in Jilin, 380 km stroomopwaarts gelegen, had zich een explosie voorgedaan, die een ernstige benzeenverontreiniging van de wateren in de ruime omtrek tot gevolg had.
De waterafsluiting leidde tot grote paniek. Duizenden mensen verlieten de stad en de prijzen van mineraalwater vlogen de hoogte in.   
Het blijkt dat een hoeveelheid van ongeveer 100 ton giftige substanties, vooral benzeen en nitrobenzeen, terecht is gekomen in de Songhua, een belangrijke zijrivier van de Amoer. De rivier is over een afstand van honderden kilometers ernstig vervuild geraakt. Op 23 november werd gesproken van een benzeenconcentratie die de toegelaten norm honderdmaal overschreed. Op 24 november was de concentratie al teruggelopen tot het tienvoudige van deze norm. Op zondag 27 november kon de drinkwatervoorziening in Harbin weer worden hervat. Geschat wordt dat in twee dagen het grootste deel van het vervuilde water voorbij de stad is gedreven, die daarmee van de ergste problemen was verlost. Voor andere steden, verder stroomafwaarts, moesten de problemen echter nog komen. 
Op 5 december werd besloten voor enige dagen de drinkwatervoorziening af te sluiten in de Chinese stad Jiamusi.
De autoriteiten van de Russische stad Chabarovsk besloten een waterreserve voor 10 dagen aan te leggen, om voorbereid te zijn wanneer het giftige benzeentapijt door hun stad dreef. Toen het vervuilde water op 21 december 2005 Chabarovsk bereikte, mocht ook daar geen leidingwater worden gebruikt. 
Via de Amoer verdween het gif in de Zee van Ochotsk.